# ياور كندي (قشلاق أهر)
یاور کندي (بالفارسية: یاورکندی) هي منطقة سكنية تقع في إيران في قسم قشلاق الریفي. يقدر عدد سكانها بـ 362 نسمة .